# D-D-DANCE
《D-D-DANCE》，女子组合IZ*ONE的歌曲，由平台Universe发行于2021年1月26日。组合为平台的首位入驻艺人。歌曲流派为流行舞曲，带有颇具动感的吉他和合成器元素。

## 作曲
歌曲以B小調谱写，速度为每分钟125拍它是一首充滿活力和節奏感的舞曲流行歌曲，其中融合了吉他和合成器聲音。製作這首歌曲的是Full8loom，他之前曾和TWICE、Lovelyz和宇宙少女等女子團體合作過。

## 背景
2020年11月12日，韩国娱乐平台Universe公布组合IZ*ONE为首个入驻的艺人。之后，2021年1月17日，Universe公布歌曲宣发的流程安排表。歌曲的音乐视频于1月28日公布。

## MV
首支预告于1月21日公布，展示了成员们各在不同的维度中。第二支预告于1月24日公布，展示了一幕大舞台场景中所搭配的校园风服装，舞台后方中央还有一颗巨大的迪厅球。视频由Young-Ji Choi制作，MIKA执导。成员宮脇咲良透露影片是在2020年先于单曲《Panorama》的音乐视频拍摄的。1月28日，完整版视频于应用程序Universe发布，预览版视频于YouTube发布。

## 榜单
| 榜单                           | 最高 排名 |
| ------------------------------ | --------- |
| 韩国（Gaon）                   | 72        |
| 美国世界数字歌曲（《告示牌》） | 25        |